# Telmatobufo australis
Espèce
Statut de conservation UICN

 LC  : Préoccupation mineure
Telmatobufo australis est une espèce d'amphibiens de la famille des Calyptocephalellidae.

## Répartition
Cette espèce est endémique du Sud du Chili. Elle se rencontre dans les provinces de Valdivia et d'Osorno entre le niveau de la mer et 1 000 m d'altitude dans la cordillère de la Costa.

## Publication originale
- Formas, 1972 : A second species of Chilean frog genus Telmatobufo (Anura: Leptodactylidae). Journal of Herpetology, vol. 6, p. 1-3.